# Clan Arthur
Le Clan Arthur ou MacArthur (En gaélique: Clann Artair) est un clan écossais des Highlands , possédant autrefois les terres sur les rives du loch Awe. Ce clan est l'un des plus anciens en Argyll. Le Clan Arthur et le Clan Campbell partagent une origine commune, pendant un temps, les MacArthur défièrent la supériorité de la famille Campbell. Une branche des MacArthur vivant sur l'île de Skye fut membre du sept du clan MacDonalds de Sleat, et furent tous des joueurs de cornemuse pour le clan MacDonalds des Iles. À la fin du XVIIIe siècle le chef du clan mourut sans héritier, laissant le clan sans gouvernance jusqu'au XXe siècle. En 2002, après 230 ans, un chef fut enfin reconnu.

## Histoire

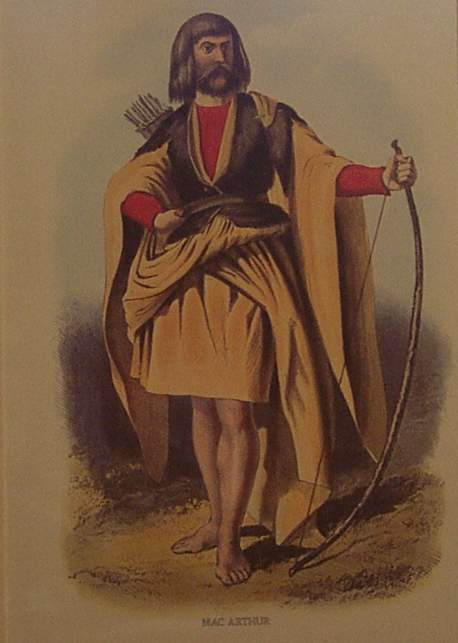
Mac Arthur par Robert Ronald McIan, du Logan's Highland Clans (1845).

Durant le règne d'Alexander III (1249-1286), le clan Campbell fit son apparition et fut divisé en deux branches ; les Mac Cailinmor et les Mac Arthur. L'historien William F. Skene (1809-1892) écrivit que pendant le règne de Robert I (1306-1329), la branche des Mac Cailinmor (qui descendaient de Colin Mor Campbell) ne possédait aucune terre dans l'actuel Argyll, alors que la branche Mac Arthur était en possession d'un large territoire dans le duché de Garmoran, qui fut à l'origine le siège des Campbell. Skene écrivit "il est donc impossible de nier que les Mac Arthur étaient en ce temps les leaders du clan, et ils semblent avoir occupé cette place jusqu'au règne de James I d’Écosse."
Arthur Campbell, de la branche des Mac Arthur, et Neil Campbell, de la branche des Mac Cailinmor, supportèrent Robert the Bruce et furent richement récompensés par le roi avec les terres prises aux ennemis. Arthur Campbell fut nommé gardien de Dunstaffnage Castle et obtint des terres dans le district de Lorne. Plus tard, durant le règne de David II, les Mac Cailinmor devinrent plus puissants après le mariage de Sir Neil Campbell avec l'une des sœurs de Robert I ; ils purent ainsi résister à la prise de pouvoir de la branche Mac Arthur sur le clan et obtinrent une charte : "Arthuro Campbell quod nulli subjictur pro terris nisi regi,".
En 1427 James I tint une session du parlement à Inverness et convoqua les chefs de clans des Highlands. Iain MacArthur, le chef des MacArthur, fut l'un des malchanceux chefs que le roi d’Écosse décida de décapiter. Ce chef était décrit comme "un grand prince parmi les siens et le chef de mille hommes". Avec l'exécution de Iain MacArthur, et d'Alexander, Lord de Garmoran, les MacArthur perdirent toutes leurs terres à l'exception de Strachur, des terres de Glenfalloch et de Glen Dochart dans le Perthshire. Depuis cette époque, la branche des Mac Cailinmor prit la tête  du clan et les Campbell continuèrent leur ascension du pouvoir.

## Histoire moderne
En 1771 Patrick MacArthur, le chef du clan Arthur, mourut en Jamaïque sans héritier mâle. Avec sa mort le titre officiel de chef du Clan Arthur disparaît. En 1986 les ainés du clan Arthur emploient un généalogiste pour rechercher des descendants vivants des derniers chefs du clan.  La recherche généalogique remonta jusqu'en 1495, pour la branche des MacArthur de Tirivadich. La lignée commencée par John MacArthur de Tirivadich descendit neuf générations plus loin jusqu'à Duncan MacArthur de Tirivadich (le plus âgé des descendants); et trois générations plus loin jusqu'aux  plus jeunes des petits-enfants : Niall MacArthur de Querlane et John MacArthur de Drissaig. Les recherches ont montré que la branche principale était éteinte, cependant un descendant de John MacArthur de Drissaig fut découvert – un Canadien nommé James Edward Moir MacArthur. Il était lié au clan MacArthur par Margaret MacArthur Moir, qui mourut vers 1775. Un de ses petits-neveux, Archibald MacArthur Stewart, qui fit enregistrer son blason en 1775 était un descendant de John MacArthur de Milton (mort en 1674).
En 1991 un derbfine (rassemblement) fut organisé par les membres du clan. Il y fut décidé que James Edward Moir MacArthur de Milton devrait demander au Lord Lyon sa nomination de chef de clan. Il le fit dix ans plus tard, avec succès, et en aout 2002 il fut reconnu comme James Edward Moir MacArthur of that Ilk héritier du manteau d'armes des MacArthur de Tirivadich et chef du Clan Arthur. Mais c'est seulement en avril 2003 qu'il prit officiellement ses fonctions après avoir été reconnu par les membres du clan. Il devint le premier chef du clan depuis plus de 230 ans. À sa mort en 2004, il est remplacé par son fils, John Alexander MacArthur of that Ilk. L'actuel chef du clan Arthur est un membre du Standing Council of Scottish Chiefs,.

## Tartans
| Tartan | Notes |
| ------ | --- |
|        | Le tartan de chasse des MacArthur de Milton est le même que celui du clan Campbell, c'est le plus ancien des tartans du clan MacArthur. |
|        | Le tartan des MacArthur est publié dans le Vestiarium Scoticum en 1842.                                                                 |
|        | Enregistrement dans la Highland Society (double filet jaune sur la bande verte).                                                        |

## Symboles du clan
L'actuel chef du clan Arthur est John Alexander MacArthur of that Ilk. Il porte la brisure sur les armes des MacArthur, et il est le seul à pouvoir les porter légalement selon le Droit Écossais. Le blasonnement du chef est un écu Azure à trois couronnes d'or antiques et correspond aux armoiries légendaires du Roi Arthur. La version moderne du crest, portable par n'importe quel membre du clan Arthur, contient le cimier du chef et la devise. Le crest du chef et composé de deux branches de laurier sur orle au naturel. La devise du chef est FIDE ET OPERA traduit "par fidélité et travail" ou "par la foi et le travail", Le slogan du chef est EISD O EISD traduit du gaélique écossais par "Écoute!, O écoute ! ". 
Il y a plusieurs tartans attribués aux MacArthur. Le plus utilisé aujourd'hui est le tartan MacArthur publié en 1842 dans le Vestiarium Scoticum. Un groupe de MacArthur de l'île de Skye qui était les joueurs de cornemuse héréditaire du clan MacDonald portent le tartan MacDonald, Lord des Iles. Le plus ancien des tartans du clan MacArthur est le tartan de chasse des MacArthur de Milton. C'est le même que celui du clan Campbell.

## Généalogie et génétique
Le site suisse MyTrueAncestry note une surreprésentation du sous-clade R1b1a1b1a1a1c1 sur le chromosome Y des hommes issus en lignée mâle de ce clan. Cette mutation génétique de l'haplogroupe R1b-L21est extrêmement fréquente chez les Celtes insulaires.
En revanche, il ne semble apparaître de marqueur spécifique dans l'ADN mitochondrial des membres de ce clan ni de leurs descendants en lignée matrilinéaire.

## liens externes
- Clan Arthur Website
- Clan Arthur Association USA